# Тибор Наврачич
Тибор Наврачич (на унгарски: Navracsics Tibor) е унгарски политик от партията „Фидес“.
Роден е на 13 юни 1966 година във Веспрем и е с хърватски произход. През 1990 година завършва право в Будапещенския университет, след което за кратко е съдия, а от 1993 година преподава политология в Будапещенския икономически университет. След това работи за Виктор Орбан като говорител на министър-председателя (1998 – 2002) и началник на кабинета му като партиен лидер (2003 – 2006). През 2006 – 2010 година оглавява парламентарната група на „Фидес“, през 2010 – 2014 година е вицепремиер и министър на обществената администрация и правосъдието, а през 2014 година за кратко е министър на външните работи и търговията.
От 2014 година Тибор Наврачич е еврокомисар за образованието, културата, младежта и спорта в Комисията „Юнкер“.